# Scolopax rochussenii
La chocha moluqueña (Scolopax rochussenii) es una especie de ave caradriforme de la familia Scolopacidae. Es endémica de las Islas Obi y Bacan, en las islas Molucas septentrionales (Indonesia).

## Hábitat y estado de conservación
Poco se sabe sobre esta especie que ha sido fotografiada viva por primera vez recientemente[¿cuándo?].
Está amenazada por el pequeño territorio que habita.